# Kadomi járás

A Kadomi járás a Rjazanyi területen

A Kadomi járás (oroszul: Кадомский район) Oroszország egyik járása a Rjazanyi területen. Székhelye Kadom.

## Népesség
- 1989-ben  14 328 lakosa volt.
- 2002-ben 10 708 lakosa volt.
- 2010-ben 8494 lakosa volt.